# Rhampsinitus bettoni
Rhampsinitus bettoni is een hooiwagen uit de familie echte hooiwagens (Phalangiidae).